# Robin Haase
Robin Haase (La Haia, Holanda del Sud, 6 d'abril de 1987) és un tennista professional neerlandès. Fou finalista de l'Open d'Austràlia 2013 en categoria de dobles amb el seu compatriota Igor Sijsling. És esquerrà però juga a tennis amb el mà dreta. La seva mare és neerlandesa i el seu pare alemany.

## Torneigs de Grand Slam

### Dobles masculins: 1 (0−1)
| Resultat  | Núm. | Any  | Torneig          | Parella       | Oponents             | Marcador |
| --------- | ---- | ---- | ---------------- | ------------- | -------------------- | -------- |
| Finalista | 1.   | 2013 | Open d'Austràlia | Igor Sijsling | Bob Bryan Mike Bryan | 3−6, 4−6 |

## Palmarès

### Individual: 5 (2−3)
| Llegenda (pre/post 2009)                                 |
| -------------------------------------------------------- |
| Grand Slams (0−0)                                        |
| Tennis Masters Cup / ATP Finals (0−0)                    |
| ATP Masters Series / ATP World Tour Masters 1000 (0−0)   |
| ATP International Series Gold / ATP World Tour 500 (0−0) |
| ATP International Series / ATP World Tour 250 (2−3)      |

| Títols per superfície |
| --------------------- |
| Dura (0−1)            |
| Gespa (0−0)           |
| Terra batuda (2−2)    |

| Resultat  | Núm. | Data                 | Torneig            | Superfície   | Oponent               | Marcador         |
| --------- | ---- | -------------------- | ------------------ | ------------ | --------------------- | ---------------- |
| Guanyador | 1.   | 6 d'agost de 2011    | Kitzbühel, Àustria | Terra batuda | Albert Montañés       | 6−4, 4−6, 6−1    |
| Guanyador | 2.   | 28 de juliol de 2012 | Kitzbühel (2)      | Terra batuda | Philipp Kohlschreiber | 6−7(2), 6−3, 6−2 |
| Finalista | 1.   | 28 de juliol de 2013 | Gstaad, Suïssa     | Terra batuda | Mikhaïl Iujni         | 3−6, 4−6         |
| Finalista | 2.   | 20 d'octubre de 2013 | Viena, Àustria     | Dura (i)     | Tommy Haas            | 3−6, 6−4, 4−6    |
| Finalista | 3.   | 24 de juliol de 2016 | Gstaad (2)         | Terra batuda | Feliciano López       | 4−6, 5−7         |

### Dobles masculins: 24 (9−15)
| Llegenda (pre/post 2009)                                 |
| -------------------------------------------------------- |
| Grand Slams (0−1)                                        |
| Tennis Masters Cup / ATP Finals (0−0)                    |
| ATP Masters Series / ATP World Tour Masters 1000 (0−4)   |
| ATP International Series Gold / ATP World Tour 500 (1−2) |
| ATP International Series / ATP World Tour 250 (8−8)      |

| Títols per superfície |
| --------------------- |
| Dura (6−6)            |
| Gespa (0−2)           |
| Terra batuda (3−6)    |

| Resultat  | Núm. | Data                 | Torneig                     | Superfície   | Parella                 | Oponents                               | Marcador               |
| --------- | ---- | -------------------- | --------------------------- | ------------ | ----------------------- | -------------------------------------- | ---------------------- |
| Finalista | 1.   | 22 de juliol de 2007 | Amersfoort, Països Baixos   | Terra batuda | Rogier Wassen           | Juan Pablo Brzezicki Juan Pablo Guzmán | 2−6, 0−6               |
| Finalista | 2.   | 9 de gener de 2011   | Chennai, Índia              | Dura         | David Martin            | Mahesh Bhupathi Leander Paes           | 2−6, 7−6(3), [7−10]    |
| Guanyador | 2.   | 20 de febrer de 2011 | Marsella, França            | Dura (i)     | Ken Skupski             | Julien Benneteau Jo-Wilfried Tsonga    | 6−3, 6−7(4), [13−11]   |
| Finalista | 3.   | 12 de juny de 2011   | Halle, Alemanya             | Gespa        | Milos Raonic            | Rohan Bopanna Aisam-ul-Haq Qureshi     | 6−7(8), 6−3, [9−11]    |
| Finalista | 4.   | 26 de gener de 2013  | Open d'Austràlia, Austràlia | Dura         | Igor Sijsling           | Bob Bryan Mike Bryan                   | 3−6, 4−6               |
| Finalista | 5.   | 18 de maig de 2014   | Roma, Itàlia                | Terra batuda | Feliciano López         | Daniel Nestor Nenad Zimonjić           | 4−6, 6−7(2)            |
| Guanyador | 2.   | 27 de juliol de 2014 | Gstaad, Suïssa              | Terra batuda | Andre Begemann          | Rameez Junaid Michal Mertiňák          | 6−3, 6−4               |
| Finalista | 6.   | 8 d'agost de 2015    | Kitzbühel, Àustria          | Terra batuda | Henri Kontinen          | Nicolás Almagro Carlos Berlocq         | 7−5, 3−6, [9−11]       |
| Finalista | 7.   | 26 de febrer de 2017 | Marsella                    | Dura (i)     | Dominic Inglot          | Julien Benneteau Nicolas Mahut         | 4−6, 7−6(9), [5−10]    |
| Guanyador | 3.   | 6 de gener de 2018   | Poona, Índia                | Dura         | Matwé Middelkoop        | Pierre-Hugues Herbert Gilles Simon     | 7−6(5), 7−6(5)         |
| Guanyador | 4.   | 11 de febrer de 2018 | Sofia, Bulgària             | Dura (i)     | Matwé Middelkoop        | Nikola Mektić Alexander Peya           | 5−7, 6−4, [10−4]       |
| Guanyador | 5.   | 21 de juliol de 2018 | Umag, Croàcia               | Terra batuda | Matwé Middelkoop        | Roman Jebavý Jiří Veselý               | 6–4, 6–4               |
| Finalista | 8.   | 4 de gener de 2019   | Doha, Qatar                 | Dura         | Matwé Middelkoop        | David Goffin Pierre-Hugues Herbert     | 7−5, 4−6, [4−10]       |
| Finalista | 9.   | 21 d'abril de 2019   | Montecarlo, Mònaco          | Terra batuda | Wesley Koolhof          | Nikola Mektić Franko Škugor            | 7−6(3), 6−7(3), [9−11] |
| Guanyador | 6.   | 21 de juliol de 2019 | Umag (2)                    | Terra batuda | Philipp Oswald          | Oliver Marach Jürgen Melzer            | 7−5, 6−7(2), [14−12]   |
| Finalista | 10.  | 28 de juliol de 2019 | Hamburg, Alemanya           | Terra batuda | Wesley Koolhof          | Oliver Marach Jürgen Melzer            | 2−6, 6−7(3)            |
| Finalista | 11.  | 11 d'agost de 2019   | Mont-real, Canadà           | Dura         | Wesley Koolhof          | Marcel Granollers Horacio Zeballos     | 5−7, 5−7               |
| Guanyador | 7.   | 13 de febrer de 2022 | Rotterdam, Països Baixos    | Dura (i)     | Matwé Middelkoop        | Lloyd Harris Tim Pütz                  | 4−6, 7−6(5), [10−5]    |
| Finalista | 12.  | 24 de juliol de 2022 | Gstaad                      | Terra batuda | Philipp Oswald          | Tomislav Brkić Francisco Cabral        | 4−6, 4−6               |
| Guanyador | 8.   | 12 de febrer de 2023 | Montpeller, França          | Dura (i)     | Matwé Middelkoop        | Maxime Cressy Albano Olivetti          | 7−6(4), 4−6, [10−6]    |
| Finalista | 13.  | 21 de maig de 2023   | Roma (2)                    | Terra batuda | Botic van de Zandschulp | Hugo Nys Jan Zieliński                 | 5−7, 1−6               |
| Finalista | 14.  | 1 de juliol de 2023  | Mallorca, Espanya           | Gespa        | Philipp Oswald          | Yuki Bhambri Lloyd Harris              | 3−6, 4−6               |
| Finalista | 15.  | 18 de febrer de 2024 | Rotterdam                   | Dura (i)     | Botic van de Zandschulp | Wesley Koolhof Nikola Mektić           | 3−6, 5−7               |
| Guanyador | 9.   | 2 de febrer de 2025  | Montpeller (2)              | Dura (i)     | Botic van de Zandschulp | Tallon Griekspoor Bart Stevens         | 6−7(7), 6−3, [10−5]    |

## Trajectòria

### Individual
| Open d'Austràlia | Q1    | 2R    | A           | 1R          | 3R          | 1R    | 1R          | 1R          | 1R          | 1R    | 1R          | 1R          | 2R          | A           | 1R | 0 / 12    | 4 − 12    |
| Roland Garros | Q2    | 1R    | A           | 1R          | 2R          | 2R    | 2R          | 2R          | 1R          | 1R    | 2R          | 1R          | 1R          | Q2          |    | 0 / 11    | 5 − 11    |
| Wimbledon | A     | 1R    | A           | 2R          | 3R          | 1R    | 1R          | 2R          | 2R          | 2R    | 1R          | 2R          | 2R          | NC          |    | 0 / 11    | 8 − 11    |
| US Open | 1R    | A     | A           | A           | 2R          | 1R    | 1R          | 1R          | 2R          | 1R    | 1R          | 2R          | 1R          | A           |    | 0 / 10    | 3 − 10    |
| Jocs Olímpics | NC    | A     | No celebrat | No celebrat | No celebrat | 1R    | No celebrat | No celebrat | No celebrat | 1R    | No celebrat | No celebrat | No celebrat | No celebrat |    | 0 / 2     | 0 − 2     |
| Total Victòries−Derrotes                                                                                                   | 13−12 | 14−13 | 0−0         | 9−12        | 27−26       | 19−28 | 30−26       | 18−23       | 15−21       | 16−22 | 28−30       | 24−31       | 15−18       | 1−2         |    | 231 – 270 | 231 – 270 |
| Rànquing a final d'any | 114   | 116   | 447         | 65          | 45          | 56    | 43          | 83          | 66          | 59    | 42          | 50          | 162         | 197         |    |           |           |
| Llegenda: G: Guanyador; F: Finalista; SF: Semifinalista; QF: Quarts de final; Q: Qualificació; A: Absent; RR: Round Robin; |       |       |             |             |             |       |             |             |             |       |             |             |             |             |    |           |           |

### Dobles masculins
| Open d'Austràlia | A   | A   | A           | A           | A           | 1R    | F           | 2R          | 1R          | 2R   | 1R          | 1R          | 1R          | A           | 1R  | 2R | 3R | 1R | 0 / 11    | 10 − 11   |
| Roland Garros | A   | 2R  | A           | A           | 1R          | 1R    | 1R          | 3R          | 2R          | 1R   | 1R          | 2R          | 3R          | 1R          | 3R  | 2R | 1R |    | 0 / 14    | 10 − 14   |
| Wimbledon | A   | 1R  | A           | 2R          | 1R          | 1R    | 1R          | 1R          | 1R          | A    | 1R          | QF          | 3R          | NC          | 3R  |    | 1R |    | 0 / 12    | 8 − 12    |
| US Open | 1R  | A   | A           | A           | 1R          | 1R    | 1R          | 2R          | 1R          | 2R   | QF          | 3R          | 3R          | A           | 1R  | 3R | 2R |    | 0 / 13    | 12 − 13   |
| Jocs Olímpics | NC  | A   | No celebrat | No celebrat | No celebrat | 1R    | No celebrat | No celebrat | No celebrat | 1R   | No celebrat | No celebrat | No celebrat | No celebrat | A   | NC | NC |    | 0 / 2     | 0 − 2     |
| Total Victòries−Derrotes                                                                                                   | 3−4 | 4−7 | 0−0         | 2−5         | 16−12       | 10−16 | 9−14        | 17−16       | 12−16       | 7−12 | 18−18       | 30−23       | 30−21       | 2−3         | 5−8 |    |    |    | 166 – 179 | 166 – 179 |
| Rànquing a final d'any | 177 | 243 | −           | 156         | 82          | 152   | 56          | 45          | 77          | 148  | 81          | 38          | 33          | 35          | 71  |    |    |    |           |           |
| Llegenda: G: Guanyador; F: Finalista; SF: Semifinalista; QF: Quarts de final; Q: Qualificació; A: Absent; RR: Round Robin; |     |     |             |             |             |       |             |             |             |      |             |             |             |             |     |    |    |    |           |           |